# 막 당단백질
막 당단백질(膜糖蛋白質, 영어: membrane glycoprotein)은 세포 인식에 중요한 역할을 하는 막 단백질이다.
예는 다음과 같다.
- 피브로넥틴
- 라미닌
- 오스테오넥틴

## 같이 보기
- 당질피질